# 红叶黄栌
红叶黄栌（学名：Cotinus coggygria var. cinerea）为漆树科黄栌属下的一个变种。

## 扩展阅读
- 維基物種上的相關：红叶黄栌